# Sejm piotrkowski 1521
Sejm piotrkowski 1521 – Sejm walny Korony Królestwa Polskiego został zwołany ok. 1 września 1521 roku do Piotrkowa.
Sejmiki przedsejmowe odbyły się: 3 października, proszowski 8 października, powtórny średzki 23 listopada 1521 roku.
Obrady sejmu trwały od 4 listopada do 7 stycznia 1522 roku. Sejmik relacyjny ziemi krakowskiej w Wojniczu został zwołany 13 lipca na 24 sierpnia 1514 roku. 
Po sejmie król zwołał sejmiki w Proszowicach, Korczynie i Wiśni.